# Pia-Sophie Remmel

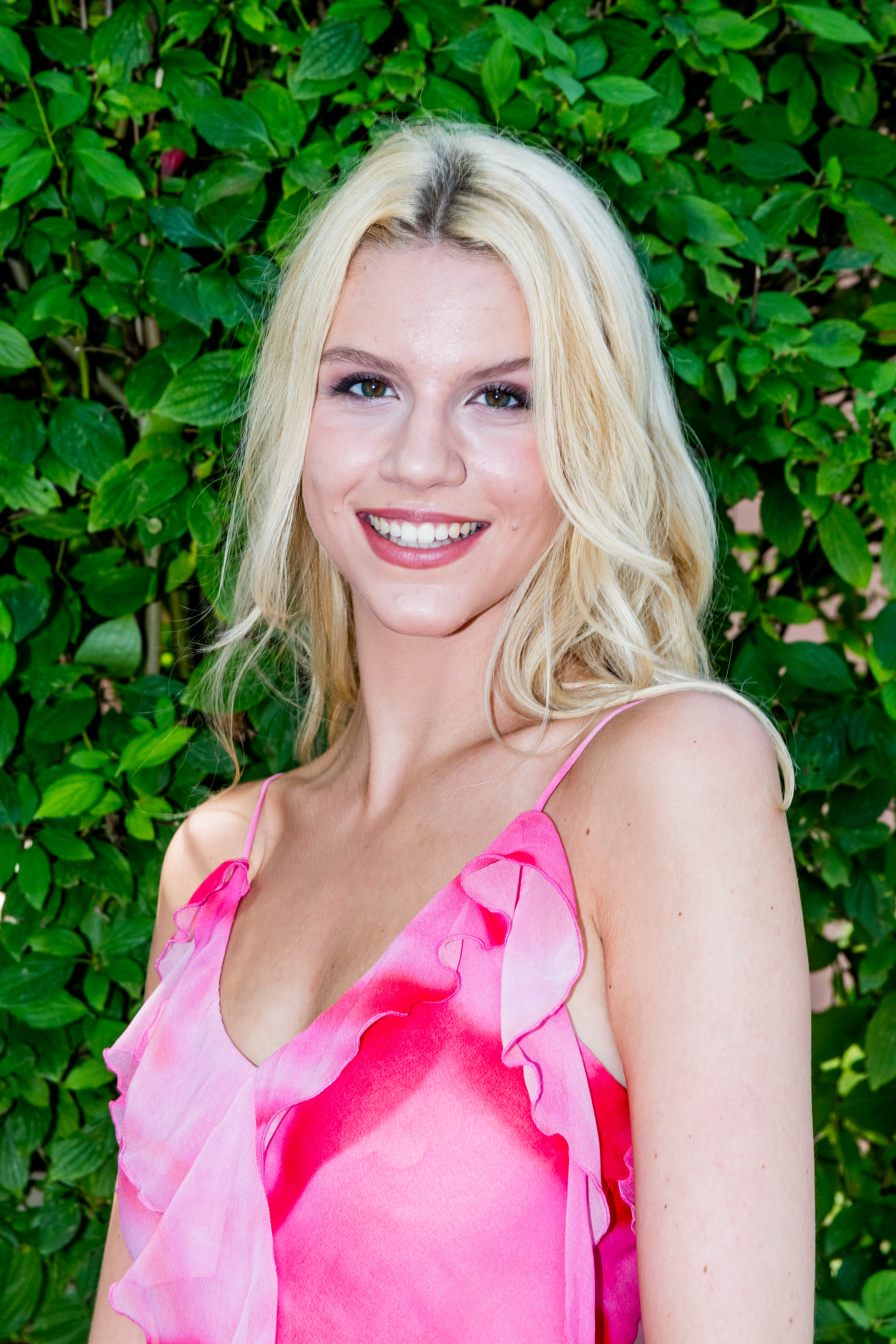
Pia-Sophie Remmel (2024)

Pia-Sophie Remmel (* 9. Mai 2000 in Remscheid) ist eine deutsche Sängerin.

## Leben
Pia-Sophie Remmel wuchs in Remscheid auf. Nach ihrem Abitur begann sie ein Jurastudium in Bochum, das sie zugunsten ihrer Musikkarriere abbrach.
2017 war sie Kandidatin in der 14. Staffel der Castingshow Deutschland sucht den Superstar, schied allerdings im Recall aus. Von Sommer 2020 bis März 2021 war sie in der 18. Staffel erneut Kandidatin, wobei sie diesmal den fünften Platz belegte. 2020 war sie bei Battle of the Bands zu sehen.
Im März 2022 veröffentlichte Remmel mit Ewig ihre erste Single; bis Mai 2023 folgten mit Magnet, Gib mir mehr und In meinen Träumen drei weitere. Im Oktober 2022 erschien mit Lieblingsmelodien ihr erstes Album bei dem Plattenlabel Telamo. Es enthält 13 Songs und wurde von Alex Christensen produziert. In den darauffolgenden Monaten folgten fünf weitere Singles: Billionen Volt, 1000 Kerzen mit Eloy de Jong, Oma und Opa, Wenn sie da nicht wäre und Gib mir noch eine Nacht. 
Remmel war von Frühjahr 2021 bis Sommer 2023 mit dem Sänger Kevin Jenewein liiert. Sie hatten sich bei DSDS kennengelernt, wo Jenewein den dritten Platz belegt hatte. Beide lebten zunächst in Köln und später in Saarbrücken. Inzwischen wohnt Remmel wieder in Remscheid.

## Diskografie

### Studioalben
- 2022: Lieblingsmelodien

### Singles
- 2022: Ewig
- 2022: Magnet
- 2023: Gib mir mehr
- 2023: In meinen Träumen
- 2023: Billionen Volt
- 2023: 1000 Kerzen (mit Eloy de Jong)
- 2024: Oma und Opa
- 2024: Wenn sie da nicht wäre
- 2024: Gib mir noch eine Nacht
- 2025: Ich kann für nichts garantieren (mit Daniel Lopes)